# Stette
Stette (eller Stetteremma) är en tätort i Ålesunds kommun i Møre og Romsdal fylke i västra Norge. Orten ligger där fylkesväg 526 möter fylkesväg 661, mellan tätorten Skodje och tätorten Vatne.
Orten tillhörde tidigare dåvarande Skodje kommun.